# Arbeidsdeling

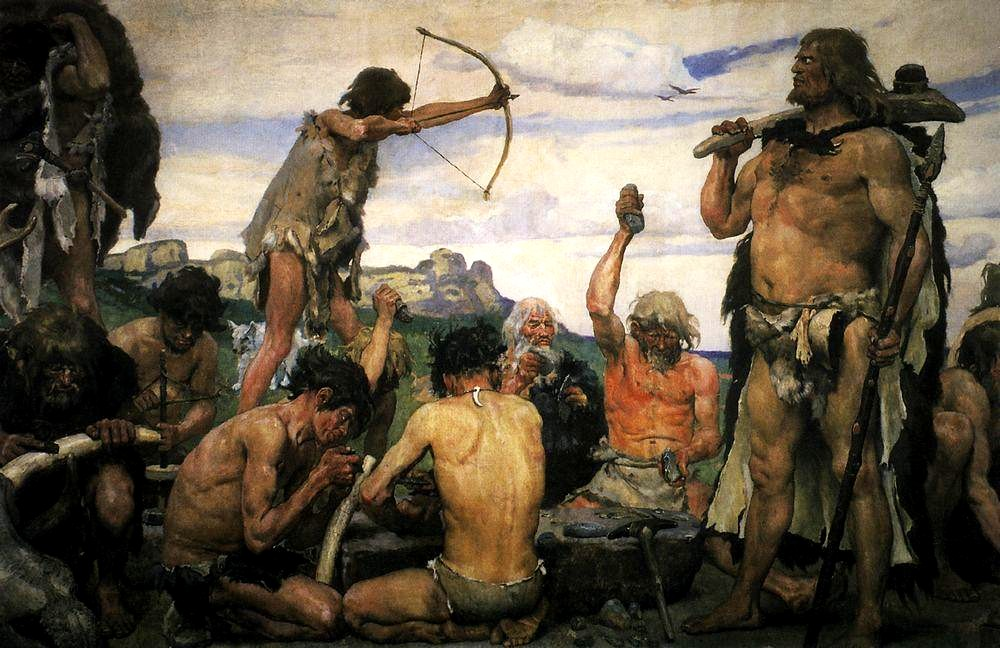
Arbeidsdeling binnen een groep in het Stenen Tijdperk. Viktor Vasnetsov, negentiende eeuw)

Arbeidsdeling is het opsplitsen van taken of arbeid. Hierbij wordt onderscheid gemaakt tussen maatschappelijke arbeidsverdeling en technische arbeidsdeling. Bij maatschappelijke arbeidsverdeling worden hoofdtaken verdeeld in subtaken, bij technische arbeidsdeling worden ook die subtaken verdeeld in eenvoudige handelingen. Dit maakt specialisatie mogelijk, waardoor een grotere productiviteit bereikt kan worden. Van internationale arbeidsverdeling is sprake als arbeid wordt verdeeld tussen landen. Ook onder dieren is wel sprake van arbeidsverdeling, zoals bij sociale insecten.

## Maatschappelijke arbeidsverdeling
In elke samenleving is een bepaalde mate van arbeidsverdeling. In primitieve samenlevingen kan deze nog zeer beperkt zijn, terwijl deze in de moderne maatschappij ver is doorgevoerd. Een voorbeeld van maatschappelijke arbeidsverdeling is het opsplitsen van de hoofdtaak van voedselvoorziening in het verbouwen van graan en het bakken van brood. Arbeidsverdeling gaat gepaard met een verlies aan autarkie (vermogen tot zelfvoorziening); het belang van handel via de markt neemt toe.

## Internationale arbeidsverdeling
Als men op een bepaalde plaats beter is in de productie van een artikel en op een andere plaats beter in een ander artikel, dan hebben beide partijen voordeel bij handel. Dit principe staat in de economie bekend als absoluut voordeel en werd bekend door Adam Smith. Maar zelfs als het ene land beter in staat is om beide producten te maken dan een ander land, loont het om zich te specialiseren in het product waar men het grootste voordeel mee heeft en het andere product uit het andere land te halen. Dit noemde Ricardo het comparatief voordeel.
Hoewel deze twee principes betekenen dat het gehele land er op vooruitgaat bij vrijhandel, geldt dit niet noodzakelijk voor groepen binnen een land. Indien men werkt in een bedrijfstak die de internationale concurrentie niet aankan en niet omgeschoold kan worden, dan kan er wel degelijk sprake zijn van lokale nadelen. Hetzelfde geldt uiteraard als men in die bedrijfstakken heeft geïnvesteerd. Vanuit deze hoek zal dan ook vaak worden aangedrongen op protectionistische maatregelen.

## Technische arbeidsdeling
De technische arbeidsdeling werd niet voor het eerst beschreven in het in 1776 gepubliceerde The Wealth of Nations van Smith, maar het is wel het bekendste voorbeeld. Hij gaf hierin het voorbeeld van een speldenfabriek: waar één man zeker niet in staat zou zijn om 20 spelden per dag te maken, waren tien man in staat om in een dag 48.000 spelden te maken door de taken te verdelen. Deze productie is dusdanig hoog dat deze niet lokaal afgezet kan worden, zodat specialisatie handel over grotere afstanden stimuleert. Smith stelde dan ook:
The greatest improvement in the productive powers of labour, and the greater part of the skill, dexterity, and judgment with which it is any where directed, or applied, seem to have been the effects of the division of labour.
Tegelijk zag hij ook de nadelen van het steeds maar weer uitvoeren van repeterende werkzaamheden en zag de overheid als de instantie die hier tegen op kan treden:
He [...] generally becomes as stupid and ignorant as it is possible for a human creature to become. [...] But in every improved and civilized society this is the state into which the labouring poor, that is, the great body of the people, must necessarily fall, unless government takes some pains to prevent it.
Ook Marx was deze mening toegedaan, hij zag arbeidsdeling als de oorzaak van uitbuiting en vervreemding. Met de opkomst van arbeidsdeling in de primitieve maatschappij, zo betoogde Marx, kwam de klassenmaatschappij tot stand en daarmee sociale ongelijkheid. Door de arbeidsdeling konden bepaalde groepen zich als heersers opstellen en profiteren van de vruchten van andermans arbeid.
Daarentegen stelde Durkheim dat arbeidsdeling de onderlinge afhankelijkheid vergrootte en het besef dat de verschillende functies elkaar aanvullen. Hierdoor zou een nieuwe solidariteit ontstaan, waarbij de sociale pressie afneemt. De maatschappij wordt dan niet meer mechanisch, maar organisch bij elkaar gehouden.
In de wetenschappelijke bedrijfsvoering van Taylor is de arbeidsdeling ver doorgevoerd.

## Oorzaken toename productiviteit
Smith zag drie oorzaken voor het toenemen van de productiviteit door arbeidsdeling:
- toename van vaardigheid door het veelvuldige uitvoeren;
- tijdsbesparing doordat er niet omgeschakeld hoeft te worden naar een andere activiteit;
- mechanisatie waardoor een persoon het werk van velen kan doen.[3]